# Tuffi alla XXIX Universiade - Classifica a squadre femminile
La classifica a squadre femminile dei tuffi alla XXIX Universiade di Taipei 2017 è stata realizzata il 27 agosto 2017.

## Programma
Gli orari sono espressi nel Taiwan Standard Time (UTC+08:00)
| Data           | Ora   | Evento |
| -------------- | ----- | ------ |
| 27 agosto 2017 | 16:55 | Finale |

## Risultati
| Class.  | Squadra        | 1M     | 1M     | 3M     | 3M     | 10M    | 10M    | 3MS    | 10MS   | M3MS   | M10MS  | MT     | Totale  |
| ------- | -------------- | ------ | ------ | ------ | ------ | ------ | ------ | ------ | ------ | ------ | ------ | ------ | ------- |
| Oro     | Corea del Nord | 245.25 | 240.90 | 248.90 | 237.60 | 385.60 | 314.10 | 266.16 | 303.54 | 127.83 | 168.39 | 158.45 | 2696.72 |
| Argento | Russia         | 264.65 | 246.80 | 262.65 | 262.05 | 271.35 | 224.95 | 270.30 | 263.07 | 133.25 | 152.40 | 168.53 | 2519.99 |
| Bronzo  | Giappone       | 217.45 | 210.75 | 274.95 | 257.60 | 288.45 | 244.85 | 232.80 | 231.96 | 133.59 |        | 174.15 | 2266.55 |
| 4       | Messico        | 254.45 | 254.40 | 303.55 | 271.75 | 265.30 |        | 290.22 |        | 151.01 | 124.89 | 175.65 | 2091.22 |
| 5       | Stati Uniti    | 238.05 | 234.55 | 273.80 | 267.95 | 299.65 |        | 268.17 |        | 137.10 | 134.76 | 162.03 | 2016.06 |
| 6       | Corea del Sud  | 255.05 | 236.25 | 284.75 | 257.55 | 315.25 |        | 280.89 |        | 131.91 |        | 173.93 | 1935.58 |
| 7       | Germania       | 248.40 | 247.00 | 242.40 | 227.60 | 233.05 |        | 253.86 |        | 132.60 | 130.44 | 176.58 | 1891.93 |
| 8       | Ucraina        | 231.65 | 213.70 | 295.95 | 271.25 | 251.60 |        | 254.40 |        | 142.32 |        | 199.45 | 1860.32 |
| 9       | Canada         | 236.20 | 180.45 | 255.70 | 220.60 | 288.20 |        |        |        |        |        | 181.40 | 1600.80 |
| 10      | Italia         | 230.80 | 196.50 | 241.35 |        | 221.05 | 201.40 |        | 226.02 | 138.57 |        | 144.40 | 1600.09 |
| 11      | Australia      | 222.95 |        | 249.40 |        | 277.00 | 251.50 |        | 297.84 |        | 132.27 |        | 1430.96 |
| 12      | Brasile        | 249.05 | 197.85 | 256.15 | 204.55 |        |        | 265.02 |        |        |        |        | 1172.62 |
| 13      | Svezia         | 226.10 |        | 263.90 |        |        |        |        |        |        |        |        | 490.00  |
| 14      | Taipei cinese  | 152.75 |        | 180.15 |        |        |        |        |        | 88.76  |        |        | 421.66  |
| 15      | Lituania       | 206.10 |        | 214.30 |        |        |        |        |        |        |        |        | 420.40  |
| 16      | Romania        | 202.30 |        | 211.90 |        |        |        |        |        |        |        |        | 414.20  |
| 17      | Irlanda        | 185.25 |        | 217.85 |        |        |        |        |        |        |        |        | 403.10  |
| 18      | Macao          |        |        |        |        |        |        |        | 187.74 |        |        |        | 187.74  |
| 19      | Filippine      | 182.95 |        |        |        |        |        |        |        |        |        |        | 182.95  |